# France (1911)
France byla francouzská bitevní loď třídy Courbet. Tato třída představovala první generaci francouzských dreadnoughtů.
Loď se účastnila první světové války, ve které se, podobně jako její tři sesterské lodě, podílela na blokádě Otrantského průlivu. Po skončení války byla France v rámci intervence sil Dohody v ruské občanské válce odeslána do Černého moře, kde u Sevastopolu operovala proti bolševikům. U posádky France, sesterské Jean Bart a dalších lodí francouzské eskadry však 19. dubna 1919 vypukla vzpoura a posádky obou bitevních lodí vyvěsily rudé vlajky. France musela být odeslána pryč z oblasti.
Dne 28. června France společně s bitevní lodí Bretagne rozstřílely jako cvičný cíl bývalý rakousko-uherský dreadnought SMS Prinz Eugen. Dne 26. srpna 1922 France v zátoce Quibernon u pobřeží Bretaně ztroskotala na skaliskách. Náhradou za ztracené plavidlo bylo na Washingtonské konferenci Francii povoleno postavit jednu ze dvou bitevních lodí třídy Dunkerque (druhá byla postavena náhradou za odzbrojený Jean Bart).